# ダックテイル・ザ・ムービー/失われた魔法のランプ
『ダックテイル・ザ・ムービー/失われた魔法のランプ』（ダックテイル・ザ・ムービー うしなわれたまほうのランプ、原題：DuckTales the Movie: Treasure of the Lost Lamp）は、1990年にアメリカ合衆国で制作されたアニメーション映画。『ダックテイル』シリーズ初の劇場版作品。

## 概要
『ダックテイル』シリーズ初となる劇場版長編シリーズ。ドナルド・ダックの伯父・スクルージ・マクダックを主人公とした冒険アクションが展開される。序盤は砂漠のピラミッドで、中盤以降は魔法のランプ争奪戦が繰り広げられる。
日本ではビデオスルー（劇場未公開）となり、吹き替え版は、2004年9月18日にディズニー・チャンネルで初放送。2005年7月6日には､DVD版が発売され､2007年2月よりトゥーン・ディズニーでも放送された。
テレビ東京・バンダイ版の『わんぱくダック夢冒険』で主人公・スクルージ役を担当した内海賢二が、本作のヴィランである魔法使いマーロックを担当していることで、新旧のスクルージが対決するという面白いキャスティングになっている。アメリカ版では、名優・クリストファー・ロイドが担当していることでも話題となった。

## ストーリー
スクルージは、甥のヒューイ、デューイ、ルーイ、ウェビーと操縦士のランチパットと共に、古代ピラミッドに隠された伝説の宝を探す旅に出ることになった。小悪党のディジョンのガイドにピラミッドのトラップを突破し、ついに伝説の宝を手に入れるも、ディジョンの裏切りで悪の魔法使いマーロックに宝を奪われてしまう。命からがらピラミッドから脱出に成功するも残ったのはウェビーが持って帰ったランプだけであった。しかしそのランプこそ、マーロックが探し求めていたどんな願いも叶えられるという魔法のランプであった。ランプの精と仲良くなったヒューイ・デューイ・ルーイ・ウェビーの4人であったが願い事の暴走でスクルージに知られてしまい、マーロックに奪われた宝を家に移した。欲に目がくらんだスクルージは嫌がるランプの精を無理やり、ランプに入れ、会見会場へと向かう。そこに魔法のランプを狙うマーロックに追われることになってしまう。振り切るも誤ってソース入りのポットと入れ替わってしまい、ディジョンにランプを取られ、さらに大切な金庫を奪われてしまう。刑務所に連行されたスクルージは欲に目がくらんだ報いだと自身の行いを悔い改め、残り二つの願いを正しいことに使うことを決め、自分を釈放した仲間達とともにランプを取り戻しに行く。金庫のセキュリティを突破するも、あと少しのところでマーロックにランプを奪われてしまい、魔法のお守りでランプの願いの制限を無効化され、金庫を要塞に変えられてしまう。

## ゲストキャラクター
ゲストキャラクター以外は、わんぱくダック夢冒険#主なキャラクターも参照。
ランプの精（Gene the Genie）
声 - 青野武 / リップ・テイラー
何百年も生きているランプの精でTVシリーズに登場した邪悪なランプの魔人と異なり、明るく好奇心旺盛な男の子で短時間で全ての辞典を読み終えるほど知能も高くすぐ現代に馴染み、三つ子やウェビーと仲良くなった。
『アラジンと魔法のランプ』のジンさながらの絶大な力を持つが願い事の数を増やすや世界平和などは叶えることはできない。また当の本人は自由なアヒルの生活に憧れており、スクルージに見つかったことで当初は道具のように扱われる。かつての主人であるマーロックに扱き使われたトラウマから長年入っていたランプの中に戻るのを極度に嫌がっている。
再びランプがマーロックの手に渡り、スクルージを殺すよう命令されるも、三つ子達の連携とスクルージの活躍でスクルージ達の元に帰り、その後、自分の考えを改めたスクルージの最後の願いで憧れだったアヒルの男の子になれ、ランプは粉々に砕け散った。
マーロック（Merlock）
声 - 内海賢二 / クリストファー・ロイド
本作のディズニーヴィランズで、悪の魔法使い。
巨大な魔力を宿している魔法のお守りを肌身離さす持ち歩き、その力であらゆるものに姿を変えられる。かつてランプの精に不老不死を願い、さらに魔法のお守りの力で願いの制限を無効化にし、悪事の限りを尽くすも何らかでコリババにランプを奪われ、ピラミッドに保管される。再びランプの精の力を手に入れるためにディジョンを子分にし、ランプを奪った後に、ランプの精に唆されて主になったディジョンを豚に変え、さらにスクルージの金庫を城に変えて持ち去ろうとしたが、スクルージ達の反撃で魔法のお守りを落としたことで真っ逆さまに落ち、さらにスクルージの最後の願いでランプの精が普通のアヒルの少年になったことで全ての願いが解除された為、生死不明となった。
ディズニートゥーン・スタジオズのシリアス系のディズニー・ヴィランズである。『ドナルドダック レスキュー大作戦!!』では最終ボスとして登場(声は本作同様内海賢二が担当)。
自分の研究をしていたデイジーをさらい、海外版のPC版では変身能力でドナルドを苦しめ、PS2版では巨大化と分身を使ってくる。海外版のPC版と64版では力を失い、引き上げるがPS2版では幼い子供になり、そのままどこかに流されていった。実はかなりのグルメらしい。

## キャスト
| 役名                         | 原語版声優               | 日本語吹き替え |
| ---------------------------- | ------------------------ | -------------- |
| スクルージ・マクダック       | アラン・ヤング           | 北村弘一       |
| ヒューイ / デューイ / ルーイ | ルシー・テイラー         | 坂本千夏       |
| ランチパッド・マクワック     | テリー・マクガヴァーン   | 大塚明夫       |
| ランプの精                   | リップ・テイラー         | 青野武         |
| 魔法使いマーロック           | クリストファー・ロイド   | 内海賢二       |
| ディジョン                   | リチャード・リバティーニ | 江原正士       |
| ウェビー・ヴァンダークワック | ルシー・テイラー         | 遠藤勝代       |
| ベンティナ・ビークリー       | ジョン・ガーバー         | 巴菁子         |
| ダックワーク                 | チャック・マッキャン     | 藤本譲         |
| フェザービー                 | ジューン・フォーレイ     | 好村俊子       |
| 司会者                       | リチャード・リバティーニ | 塚田正昭       |
| 看守                         | テリー・マクガヴァーン   | 島香裕         |
| 警備員                       | チャック・マッキャン     | 石野竜三       |

## 主題歌
- ポプラ／ヴォイスフィールド

## 日本語版制作スタッフ
- 演出：向山宏志
- 翻訳：中村久世／佐藤恵子
- 訳詞：片桐和子
- 音楽演出：市之瀬洋一
- 録音・調整：スタジオ・ユニ／スタジオザウルス／オムニバス・ジャパン
- 録音制作：（株）東北新社
- 制作監修：津司大三
- 日本語版制作：DISNEY CHARACTER VOICES INTERNATIONAL, INC.